# Maciej Suchodolski (sędzia ziemski)
Maciej z Suchodoła herbu Janina – sędzia ziemski lubelski w latach 1409-1431, starosta chełmski w latach 1424-1425, starosta lubelski w latach 1418-1422.
Był obecny przy wystawieniu przez Władysława II Jagiełłę przywileju jedlneńskiego w 1430 roku.